# Atak na Naharijję
Atak na Naharijję – zamach terrorystyczny przeprowadzony w nocy z 24 na 25 czerwca 1974 roku przez trzech członków al-Fatah w mieście Naharijja na północy Izraela.
Palestyńscy terroryści przeniknęli na terytorium Izraela płynąc łodzią motorową z południowego Libanu. W strzelaninie zginęło trzech cywili i jeden izraelski żołnierz. Był to pierwszy atak w którym terroryści przeniknęli do Izraela drogą morską.

## Okoliczności zamachu
Miasto Naharijja leży w północnej części równiny przybrzeżnej Izraela nad Morzem Śródziemnym, w odległości 4 km od granicy z Libanem.
W październiku 1973 roku doszło do wojny Jom Kipur, podczas której Siły Obronne Izraela odparły zaskakujący atak arabskich armii. Pomimo zwycięstwa Izraelczycy wyszli z tej wojny z przeświadczeniem o wielkiej przegranej. Wojna wywołała szok w społeczeństwie izraelskim - kraj okazał się nieprzygotowany na niespodziewany atak i niezdolny do szybkiego go odparcia. Jednak najważniejszą konsekwencją wojny było rozpoczęcie procesu pokojowego w konflikcie izraelsko-egipskim. W dniu 21 grudnia 1973 roku rozpoczęła się konferencja pokojowa w Genewie. W obradach uczestniczyli przedstawiciele Izraela, Egiptu, Jordanii, Związku Radzieckiego, Stanów Zjednoczonych i ONZ. Egipt odciął się od arabskiego nacjonalizmu starając się osiągnąć porozumienie w sprawie odzyskania Półwyspu Synaj. Po raz pierwszy w tak ważnej konferencji omawiano problem palestyński. Delegacja Egiptu reprezentowała interesy Organizacji Wyzwolenia Palestyny (OWP), na co nalegała Syria, Jordania i Związek Radziecki. Izrael i Stany Zjednoczone sprzeciwiły się formalnemu uznaniu obecności Organizacji Wyzwolenia Palestyny w konferencji, ponieważ OWP nie uznawała prawa do istnienia państwa Izrael. Z tego powodu Syria nie wysłała swojej delegacji na konferencję, która zakończyła się bez osiągnięcia jakiegokolwiek porozumienia. Wszystkie te wydarzenia bardzo mocno wpływały na sytuację wewnętrzną w Libanie, w którym napływ po 1948 roku palestyńskich uchodźców doprowadził do poważnych zmian demograficznych. Gdy w latach 1970–1971 władze jordańskie usunęły ze swojego terytorium palestyńskie ugrupowania zbrojne, schroniły się one w Libanie. Ludowy Front Wyzwolenia Palestyny był jednym z najbardziej radykalnych ugrupowań palestyńskich, które w celu zwrócenia uwagi świata na problem palestyński stosowało metody terrorystyczne. Dowództwo tego ugrupowania podjęło na wiosnę 1974 roku decyzję o przeprowadzeniu zamachu terrorystycznego na terytorium Izraela. W rezultacie, w kwietniu doszło do masakry w Kirjat Szemonie. W maju tego samego roku Demokratyczny Front Wyzwolenia Palestyny był sprawcą masakry w Ma’alot. Al-Fatah chcą utrzymać swoją dominującą pozycję w Organizacji Wyzwolenia Palestyny musiał również przeprowadzić podobny atak terrorystyczny na Izrael.

## Przebieg zamachu

### Infiltracja granicy
W nocy z 24 na 25 czerwca 1974 roku trzech terrorystów al-Fatah opuściło obóz uchodźców Raszid w mieście Tyr w południowym Libanie. Przy użyciu łodzi pontonowej Zodiak przepłynęli morzem granicę libańsko-izraelską. Nikt ich nie zauważył.

### Atak na Naharijję
Krótko po godz. 23:00 w nocy, terroryści wylądowali na plaży nadmorskiej miejscowości Naharijja. Bardzo szybko opuścili plażę i niezauważeni przez nikogo dotarli do ulicy Balfoura. Przy przechodzeniu przez żywopłot zrobili hałas, czym zwrócili uwagę nastolatka mieszkającego w domu pod numerem 19. Wyjrzał on przez okno i w świetle ulicznej latarni dostrzegł przebiegających uzbrojonych ludzi. Krzykami „Terroryści!” jako pierwszy wszczął on alarm. Krzyki chłopca usłyszeli dwaj cywilni strażnicy, którzy natychmiast przybiegli w rejon ogłoszonego alarmu. Kiedy terroryści dostrzegli ich, rzucili granat ręczny i otworzyli ogień. Strażnicy odpowiedzieli ogniem. Była godzina 23:10.
Odgłosy wystrzałów zaalarmowały policję oraz wszystkich żołnierzy rezerwy i żołnierzy służby czynnej, którzy właśnie przebywali w Naharijji. Starali się oni jak najszybciej dotrzeć w rejon, z którego dochodziły odgłosy strzałów. Jako pierwszy zgłoszenie o ataku przekazał na policję major rezerwy Icchak Israel, który mieszkał przy ulicy Balfoura pod numerem 21. Następnie zabarykadował się w domu, chroniąc mieszkańców przed wtargnięciem terrorystów. O godzinie 23:15 w rejonie budynku sądu miejskiego pojawił się policyjny jeep, który został natychmiast ostrzelany przez zamachowców. Jadący jeepem nadinspektor Meir Almagor schronił się w sądzie, z którego nawiązał stały kontakt telefoniczny Północnym Dowództwem Sił Obronnych Izraela. O godz. 23:20 do sądu dotarł podpułkownik rezerwy Dov Jermija. Razem z policjantem zajęli oni pozycje na dachu i otworzyli ogień do terrorystów. W tym samym czasie w rejon ataku dotarli pierwsi żołnierze regularnej armii. Wśród nich było kilku żołnierzy elitarnej Brygady Golani. Bardzo szybko otoczyli oni rejon budynku numer 19, uniemożliwiając terrorystom rozproszenie się po mieście. Mieszkańcy tego domu rozumieli, że zostali zaatakowani. Dlatego zamknęli się w swoich mieszkaniach, barykadując meblami drzwi wejściowe i kryjąc się w położonych głębiej pokojach. Mieszkający na pierwszym piętrze Mordachai Zarnekin spuścił na linie swoją żonę i dwoje dzieci. Zostali oni zastrzeleni przez terrorystów, gdy przebiegali przez ulicę. Mordachai Zarnekin był przekonany, że uratował swoją rodzinę. Gdy również próbował uciec, został postrzelony przez izraelskich żołnierzy. Ranny powrócił do mieszkania, gdzie w ukryciu przeczekał do końca ataku.
W bazie wojskowej Szraga położonej przy kibucu Lochame ha-Geta’ot stacjonował 12 Batalion (Barak) Brygady Golani. Natychmiast po ogłoszeniu alarmu skierowana została do Naharijji drużyna Sajjeret Matkal. O godz. 23:50 dotarła ona w rejon budynku nr 19. Gdy terroryści ich dostrzegli, rzucili w ich stronę granat i otworzyli ogień. Żołnierze odpowiedzieli ogniem, raniąc dwóch zamachowców. Po kilku minutach gwałtownej strzelaniny ogień ucichł. O godz. 0:05 w rejon ataku dotarł dowódca Brygady Oded, pułkownik Szai Tamari. Objął on dowództwo do czasu przybycia generała Refa’ela Etana (o godz. 0:20). Przybył on razem z dowódcą Sajjeret Matkal Brygady Golani, kapitanem Benem Moody-Szachem. Generał Eitan utworzył sztab kryzysowy i rozpoczął zapoznawanie się z mapami, planami domów i raportami sytuacyjnymi, przygotowując plan operacji antyterrorystycznej.

### Operacja antyterrorystyczna
O godz. 2:10 w nocy drużyna Sajjeret Matkal Brygady Golani rozpoczęła szturm na budynek nr 19. Po zajęciu pozycji wyjściowych komandosi rozpoznali, że terroryści przebywają w zachodnim skrzydle budynku. O godz. 2:25 komandosi podjęli próbę wyłamania drzwi wejściowych na klatkę schodową. Terroryści dostrzegli jednak atak i rzucili w stronę komandosów trzy granaty. Wybuch i odłamki zabiły jednego żołnierza, oraz spowodowały poranienie pięciu kolejnych. Jeden z terrorystów usiłował wejść na dach, został jednak zastrzelony przez snajpera. W tym samym czasie komandosi wdarli się do wschodniego skrzydła budynku i rozpoczęli przeczesywanie pomieszczeń. Uciekający przed nimi terroryści wybiegli na parking, gdzie zostali zastrzeleni. Operacja oczyszczania terenu zakończyła się o godz. 3:20.
W ataku na Naharijję zginęło trzech cywilów i jeden izraelski żołnierz. Rannych zostało siedmiu żołnierzy i jeden cywil. Zginęli także wszyscy trzej terroryści.

## Konsekwencja zamachu
Był to pierwszy przypadek, w którym Palestyńczycy przeniknęli na terytorium Izraela drogą morską. Przeprowadzone dochodzenie przyniosło wiele wskazówek odnośnie do prowadzenia w przyszłości podobnych działań operacyjnych. Atak wymusił na dowództwie wzmocnienie morskich sił patrolowych w sektorze między Hajfą a Rosz ha-Nikra. Działania te nie przeszkodziły jednak drugiemu atakowi na Naharijję do którego doszło w 1979 roku.